# Polyquaternium-1
Polyquaternium-1 (PQ-1) ist ein Wirkstoff aus der Gruppe der Polyquaternium-Verbindungen, welcher z. B. in Augentropfen verwendet wird. Ähnlich wie BAC und Cetyltrimethylammoniumbromid gehört PQ-1 zu den quartären Ammoniumverbindungen.

## Verwendung
Poliquaternium-1 wird u. a. unter der Bezeichnung Poliquad in Augentropfen verwendet. Für weitere Einsatzgebiete der Stoffgruppe siehe Polyquaternium.